# Младен Мирчетић
Младен Мирчетић (Призрен, 18. март 1885 - Рјазањ, 7. март 1973) је био лекар и учесник Руске револуције 1905. и Октобарске револуције 1917. године.

## Биографија
Рођен је 1885. године у Призрену, у српској чиновничкој породици. У Призрену је завршио школу и гимназију. Као гимназијалац придружио се покрету националног ослобођења од османске власти. Године 1903, за време једног напада османских војника на омладинску групу, заједно са својим другаром убио је једног Турчина. Због тога је морао да бежи и напусти Призрен.
Преко очеве везе с руским конзулом, Марчетић је био пребачен на даље школовање у Русију. У Москви га је прихватило Српско православно подворје које се иначе бринуло о збрињавању сиромашних српских студената. Ту је постао студент Московске духовне академије, а затим Медицинског факултета Московског универзитета. Због учешћа у Руској револуцији 1905-1907. био је на годину дана искључен са Универзитета. Након завршеног факултета запослио се у Русији, јер није смео да се врати у земљу. Каа је 1911. завршио Медицински факултет, послан је као млад лекар на рад у Тамбовску губернију на дужност среског лекара, међутим тамбовски генерал-губернатор Мучетов није га именовао лекаром због тога што му је у документима писало да је у домовини био учесник националног покрета за ослобођење, а у Русији учесник револуције 1905. године. На крају се запослио као лекар практикант.
Избијањем Првог светског рата 1914, Мирчетић, иако држављанин Србије, био је мобилизован у руску царску војску и послан на Ришки фронт. Ту је облављао функцију старијег војног лекара у санитетском одреду 5. сибирске дивизије 2. сибирског корпуса. Након тога је био начелник пољске болнице и војносанитетског влака. Лечио је и превозио рањенике у позадинске војне болнице у Саратов, Рјазањ, Пензу и друге градове. Често је током битака знао пузати по рововима током артиљеријских напада да би извукао рањенике. За исказано херојство био је одликован три пута током рата, 1915. и 1916. године, високим руским ратним одликовањима свете Ане 3. реда с мачевима, Владимира с мачевима и светог Георгија с мачевима. На фронти га је затекла и Октобарска револуција 1917. године. Исте године оженио се на фронти руском медицинском сестром војносанитетског влака, Аном Ивановном Мељгуновом. Одмах је подржао идеје револуције и приступио њеним редовима.
Као лекар најпре је служио у црвеногардејским одредима, а затим у Црвеној армији све до краја грађанског рата 1921. године. Био је начелник војносанитетских црвеноармејских јединица у Самари. Од 1. јануара 1918. до 15. јула 1919. био је старији лекар, а затим начелник 144. војносанитетског влака у саставу Јужног фронта совјетске армије. Од 15. јула 1919. до 1. октобра 1919. био је старији ординатор 246. епидемске црвеноармејске болнице у Саратову. Од октобра 1919. био је именован за старијег лекара 6. пука (2. посебне пешачке бригаде) "Красниј комунар", а затим је постао старији лекар одреда посебне назнаке Дјатлова, на уралском фронту. Био је постављен за руководиоца санитетског одељења у дивизији "Чапајев", али није преузео функцију, јер је оболео о пегавог тифуса. Након оздрављења у фебруару 1920. године, био је послан на дужност главног лекара 223. епидемијске војне болнице у Самари. Дана 8. априла 1921. био је демобилисан из Црвене армије. Остао је да живи у Рјазању откуд му је била жена. Овога се пута није враћао у домовину због учествовања у грађанском рату на страни Црвене армије.
Укључио се у рад на подручју медицине у Рјазању. Од 15. јуна 1921. радио је као шеф амбуланте, која је јуна 1930. прерасла у градску поликлинику. Од 15. јуна 1930. до 20. јула 1935. био је старији лекар 2. московске обласне комунистичке школе Рјазања. Затим је био шеф Уједињене градске болнице, а истовремено је обављао дужност председника лекарско-радничке комисије Рјазањске области.
За време Другог светског рата 1941-1945, иако стар већ 56 година, давао је све од себе радећи у војним болницама, лечећи тешко рањене црвеноармејце.
За свој рад на пољу медицине, поводом 40. годишњице каријере, Младен Мирчетић добио је многа признања и похвале. Одлуком Президијума Врховног совјета СССР-а, 14. априла 1951. године, у Кремљу у Москви уручен му је Орден Лењина, највише совјетско одликовање, за "заслуге у изградњи совјетске медицине". Руководство Рјазањског обласног одељења му је 6. марта 1952. године одало признање за његов 40-годишњи лекарски рад.
Коначно је дошао у посету родној домовини Југославији 1965. године, након 62 године избивања.
Младен Мирчетић преминуо је у Рјазању 27. јануара 1973. године. Некролог је објављен у „Политици” од стране дела његове родбине у Призрену.
Његов син Светозар био је инжињер и научни радник у институту у Рјазању.